# کامرون کرو
کامرون کرو (انگلیسی: Cameron Crowe؛ زاده ۱۳ ژوئیهٔ ۱۹۵۷)  روزنامه‌نگار، نویسنده، تهیه‌کننده، کارگردان، بازیگر، ترانه‌سرا و نمایشنامه‌نویس آمریکایی است. کرو قبل از اینکه وارد صنعت فیلم شود، یکی از سردبیران مجله رولینگ استون بود که هنوز هم اغلب برای آن می‌نویسد.
کامرون کرو در ژوئیه ۱۹۸۶ با نانسی ویلسون از گروه موسیقی هارت ازدواج کرد. پسران دوقلوی آنها در ژانویه ۲۰۰۰ به دنیا آمدند. ولی این زوج در ژوئن ۲۰۰۸ از هم جدا شدند و ویلسون در ۲۳ سپتامبر ۲۰۱۰ به دلیل "اختلافات آشتی ناپذیر" درخواست طلاق داد. طلاق در ۸ دسامبر ۲۰۱۰ قطعی شد.

## فیلم‌شناسی
- هر چی خواستی بگو… (۱۹۸۹) کارگردان و نویسنده
- مجردها (۱۹۹۲) کارگردان، نویسنده و تهیه‌کننده
- جری مگوایر (۱۹۹۶) کارگردان، نویسنده و تهیه‌کننده
- تقریباً مشهور (۲۰۰۰) کارگردان، نویسنده و تهیه‌کننده
- آسمان وانیلی (۲۰۰۱) کارگردان، نویسنده و تهیه‌کننده
- الیزابت‌تاون (۲۰۰۵) کارگردان، نویسنده و تهیه‌کننده
- اتحاد (۲۰۱۱) کارگردان و تهیه‌کننده
- ما باغ وحش خریدیم (۲۰۱۱) کارگردان و نویسنده وتهیه‌کننده
- آلوها (۲۰۱۵) کارگردان، نویسنده وتهیه‌کننده
- رودیز (۲۰۱۶) کارگردان و نویسنده